# Saint-Geniès-des-Mourgues
Saint-Geniès-des-Mourgues – miejscowość i gmina we Francji, w regionie Oksytania, w departamencie Hérault. Nazwa miejscowości pochodzi od imienia św. Genezjusza.
Według danych na rok 1990 gminę zamieszkiwało 1415 osób, a gęstość zaludnienia wynosiła 124 osoby/km² (wśród 1545 gmin Langwedocji-Roussillon Saint-Geniès-des-Mourgues plasuje się na 262 miejscu pod względem liczby ludności, natomiast pod względem powierzchni na miejscu 678).